# Олово (город)
Олово (босн. , серб. и хорв. Olovo / Олово) — город, центр одноимённой общины в Боснии и Герцеговине (Федерация БиГ, Зеницко-Добойский кантон). Располагается в 50 км к северо-востоку от Сараево на магистрали Сараево-Тузла. Название происходит, как ни странно, не от одноимённого химического элемента, а от сербского слова, переводимого как «свинец» — на территории общины ещё в Средние века были освоены залежи свинца. Через город протекает река Ступчаница, которая впадает в Биоштицу (та, в свою очередь, формирует реку Криваю, приток Босны).

## История
Первые поселения появились в VI веке н. э. на берегах трёх горных рек. Местечко упоминается в 1382 году под латинским названием Plumbum (с лат. — «Свинец», серб. Олово), поскольку там располагались огромные залежи свинца. Местечко было крупнейшим центром добычи свинца в XIV—XV веках, а также служило торговым центром; большую часть населения составляли шахтёры. В начале XVI века город был присоединён к Османской империи, и к XVII веку мусульмане составляли три четверти городского населения (тогда была построена первая мечеть в Олове). Возможно, по причине бурных горных рек (особенно Биостицы) только в XX веке было основано селение Донье-Олово. Его развитие началось только после образования Югославии: тогда была построена железная дорога Завидовичи — Олово — Хан-Пиесак, а также началось развитие лесной промышленности.

## Население
По данным переписи 1991 года, в городе проживали 3311 человек, из них:
- Славяне-мусульмане — 2143 чел. (64,72 %)
- Сербы — 820 чел. (24,76 %)
- Хорваты — 94 чел. (2,83 %)
- Югославы — 202 чел. (6,10 %)
- Прочие — 52 чел. (1,57 %)

## Персоналии
- Дивкович, Матия (1563—1631) — боснийский писатель. Основатель литературы Боснии и Герцеговины.